# Hemolakria
Hemolakria – rzadki objaw kliniczny polegający na wypływaniu z oczu krwawych łez. Krwawienie z oczu może występować kilka razy dziennie i trwać od kilku minut do godziny. Krwawieniu z oczu w hemolakrii mogą towarzyszyć np. ból oraz zawroty głowy.
Hemolakria może być objawem wielu chorób, takich jak nowotwór narządu łzowego. Choroba jest najczęściej wywołana przez czynniki lokalne, takie jak bakteryjne zapalenie spojówek.
Ostra hemolakria może występować u kobiet w wieku rozrodczym i może być indukowana przez hormony.

## Udokumentowane przypadki
Calvino Inman
Wiek: 19, płacze krwawymi łzami 5 razy dziennie.
Rashida Khatoon
Z Indii, może płakać krwią do 5 razy dziennie, a nawet mieć omdlenia przy każdym płaczu.
Yaritza Oliva (oficjalnie nie zdiagnozowano)
Wiek: 21, z Chile. Płacze krwawymi łzami kilka razy dziennie.
Max Pomphrett
Wiek: 17 lat, z Australii. Płacze krwawymi łzami kilka razy dziennie i podobno cierpiał na chroniczny ból w oczach.